# Gardízi
Abu Saʿīd Abdul-Hay ibn Dhaḥḥāk ibn Maḥmūd Gardēzī, röviden Gardízi (perzsa nyelven: ابوسعید عبدالحی بن ضحاک بن محمود گردیزی) a XI. században élt (meghalt: 1061-ben) perzsa történetíró és földrajztudós. A mai Afganisztán területén lévő Gardez településen született.

## Munkássága
Gardízi, Ibn Ruszta, és Al-Bakri közös forrása Ibn Hurradadbih műve mellett Dzsajháni – aki 913–914-ben miniszter volt a Számánidák országában – a kelet-európai népekről szóló tudósítása volt. 
Gardízi műve az 1050 körül perzsa nyelven íródott és A tudósítások ékessége (Zen al-akhbar) nevet viseli. E művéhez felhasználta Ibn Hurradadbih Az utak és országok könyve című munkáját, amelynek első változata 846-ban, a második 885-ben készült el. Ezt használta közvetlenül Dzsajháni, akitől azután a későbbi arab-perzsa földrajzi írók átvették a földrajzi viszonyok leírását. Közülük Ibn Ruszta 912 körül – de ő közvetlenül is használta Ibn Hurradadbihot – és Gardízi 1050 körül részletesebben, a többiek lerövidítve. Egy ismeretlen szerző a 982–983 körül kiegészítette, pontosította Dzsajhánit, ezért Gardízi pontosabb adatokhoz jutott. Ibn Ruszta és Gardízi összevetése megmutatja, hogy nem volt igazuk azoknak, akik Ibn Rusztáról korábban azt gondolták, hogy a magyarok két országát írja le, hanem Ibn Ruszta a magyarok egyetlen, összefüggő országáról beszélt. 
Gardízi egyik mondata 

„A tőlük [t.i. a magyaroktól] balra (nyugatra), a szlávok oldalán levő folyónál van Rumnak egy törzse, akik mind keresztények és wonondurnak (onogundur-bolgárok) hívják őket”

mutatja, hogy Gardízi és Ibn Hurradadbih későbbi munkáját használta, míg Ibn Ruszta a korábbit. Ez a rész ugyanis a dunai bolgárokról szól, akik 870-ben I. Borisz bolgár kán alatt vették fel a kereszténységet, ezért ez csak a második munkában lehetett benne. 
Gardízi beszámolója az iszlám, a közép-ázsia és perzsa történelem mellett a magyar őstörténetkutatásnak is egyik fontos írásos kútfője. Gardízi a következőket jegyezte fel a magyarok országáról: "A bulkárok országa és az eskilek országa között, akik szintén a bulkárok közül valók, van a magyaroké (...) Országuk eléri a Rum-tengert [=Fekete-tengert], amelybe két nagy folyó ömlik. (...) E két folyó közül az egyiket Atilnak [=Donnak], a másikat Dunának hívják.
Így ír a magyarok kinézetéről és szokásairól: 

„Ezek a magyarok csinosak és jó kinézésű emberek. Ruhájuk brokátból készült. Fegyvereik ezüsttel és aranynyal vannak díszítve. Leánykéréskor vételárat kell a kérőnek fizetnie, többnyire állatok formájában. De ez lehet coboly-, hermelin-, mókus-, nyest- és rókaprém is.”

### Hivatkozott források
- ↑ kiszely honnan:  Kiszely István. Honnan jöttünk?. Hatodik Síp Alapítvány Új Mandátum Kiadó (1992). ISBN 9637476 088
- ↑ MN Gardízi:  Szepesi Attila (Magyar Nemzet Online): Ibn Fadlán és Gardízi a pogány magyarokról, 2002. október 16. (Hozzáférés: 2011. augusztus 9.)[halott link]
- ↑ Harmatta kútfők:  Harmatta János (eltevedtidoszamitas.hu): A magyar honfoglalás írásos kútfői. (Hozzáférés: 2011. augusztus 9.)

### Egyéb
- Gardízi (majt.elte.hu)[halott link]
- Gardezi kézirati munkájának a törökökről, tibetiekről és sinaiakról írt fejezetei; kiad., ford., jegyz. Kuun Géza; Franklin Ny., Bp., 1903 (A Magyar Néprajzi Társaság Keleti Szakosztályának kiadványai)
- Kmoskó Mihály: Gardízi a törökökről; Egyetemi Ny., Bp., 1927